# اووکدیل (نبراسکا)
اووکدیل(به انگلیسی: Oakdale) شهری در ایالت نبراسکا کشور ایالات متحده آمریکا است که جمعیت آن در سرشماری سال ۲۰۱۰ میلادی، ۳۲۲ نفر بوده‌است.

## تاریخچه
اووکدیل در سال 1251 برچیده شده است.این اسم از درختان بلوط متعدد در این منطقه گرفته شده است. اووکدیل در سال 1261 به عنوان روستا ثبت شد.